# Evolução do Colégio dos Cardeais sob o pontificado de Sisto IV
Abaixo está a evolução do colégio de cardeais durante o pontificado de Sisto IV e a subsequente vaga vaga .

## Composição para consistório
| Consistóro                  | 1471 | 1484 |
| --------------------------- | ---- | ---- |
| Dezembro 1439               | 2    |      |
| Consistórios de Eugênio IV  | 2    |      |
| Dezembro 1448               | 4    |      |
| Consistórios de Nicolau V   | 4    |      |
| Fevereiro 1456              | 2    | 2    |
| Consistórios de Calisto III | 2    | 2    |
| Março 1460                  | 4    | 1    |
| Dezembro 1461               | 4    |      |
| Consistórios de Pio II      | 8    | 1    |
| Setembro 1467               | 7    | 4    |
| Novembro 1468               | 2    | 2    |
| Consistórios de Paulo II    | 9    | 6    |
| Dezembro 1471               |      | 1    |
| Maio 1473                   |      | 5    |
| Dezembro 1476               |      | 3    |
| Dezembro 1477               |      | 5    |
| Fevereiro 1478              |      | 1    |
| Maio 1480                   |      | 3    |
| Novembro 1483               |      | 4    |
| Março 1484                  |      | 1    |
| Consistórios de Sisto IV    |      | 23   |
| Total                       | 25   | 32   |

## Evolução durante o pontificado
| Data                    | Evento                                                                              | Total |
| ----------------------- | ----------------------------------------------------------------------------------- | ----- |
| 6 de agosto de 1471     | Abertura do Conclave de 1471                                                        | 25    |
| 9 de agosto de 1471     | Eleição Papal do Cardeal Francesco della Rovere, O.F.M.Conv. com o nome de Sisto IV | 24    |
| 16 de dezembro de 1471  | criação de 2 Cardeais                                                               | 26    |
| 16 de dezembro de 1471  | Pietro Riario, O.F.M.Conv.                                                          | 26    |
| 16 de dezembro de 1471  | Giuliano della Rovere (Futuro Papa Júlio II)                                        | 26    |
| 18 de novembro de 1472  | Morte do Cardeal Basílio Bessarion, O.S.B.M. (69 anos)                              | 25    |
| 7 de maio de 1473       | criação de 8 Cardeais                                                               | 33    |
| 7 de maio de 1473       | Philippe de Lévis                                                                   | 33    |
| 7 de maio de 1473       | Stefano Nardini                                                                     | 33    |
| 7 de maio de 1473       | Ausiàs Despuig                                                                      | 33    |
| 7 de maio de 1473       | Pedro González de Mendoza                                                           | 33    |
| 7 de maio de 1473       | Antonio Jacobo de Véneris                                                           | 33    |
| 7 de maio de 1473       | Giovanni Battista Cibo (Futuro Papa Inocêncio VIII)                                 | 33    |
| 7 de maio de 1473       | Giovanni Arcimboldi                                                                 | 33    |
| 7 de maio de 1473       | Philibert Hugonet                                                                   | 33    |
| 24 de novembro de 1473  | Morte do Cardeal Jean Jouffroy, O.S.B. (61 anos)                                    | 32    |
| 21 de dezembro de 1473  | Morte do Cardeal Niccolò Fortiguerra (54 anos)                                      | 31    |
| 3 de janeiro de 1474    | Morte do Cardeal Pietro Riario, O.F.M.Conv. (28 anos)                               | 30    |
| 4 de maio de 1474       | Morte do Cardeal Alain de Coëtivy (66 anos)                                         | 29    |
| 4 de novembro de 1475   | Morte do Cardeal Philippe de Lévis (40 anos)                                        | 28    |
| 2 de maio de 1476       | Morte do Cardeal Bartolomeo Roverella (70 anos)                                     | 27    |
| 18 de julho de 1476     | Morte do Cardeal Filippo Calandrini (73 anos)                                       | 26    |
| 9 de novembro de 1476   | Morte do Cardeal Amico Agnifili (78 anos)                                           | 25    |
| 18 de dezembro de 1476  | criação de 5 Cardeais                                                               | 30    |
| 18 de dezembro de 1476  | Jorge da Costa                                                                      | 30    |
| 18 de dezembro de 1476  | Carlos II de Bourbon                                                                | 30    |
| 18 de dezembro de 1476  | Pedro Ferris                                                                        | 30    |
| 18 de dezembro de 1476  | Giovanni Battista Mellini                                                           | 30    |
| 18 de dezembro de 1476  | Pierre de Foix                                                                      | 30    |
| 11 de agosto de 1477    | Morte do Cardeal Latino Orsini (67 anos)                                            | 29    |
| 10 de dezembro de 1477  | criação de 7 Cardeais                                                               | 36    |
| 10 de dezembro de 1477  | Cristoforo della Rovere                                                             | 36    |
| 10 de dezembro de 1477  | Girolamo Basso della Rovere                                                         | 36    |
| 10 de dezembro de 1477  | Georg Hessler                                                                       | 36    |
| 10 de dezembro de 1477  | Gabriele Rangone, O.F.M.                                                            | 36    |
| 10 de dezembro de 1477  | Pietro Foscari                                                                      | 36    |
| 10 de dezembro de 1477  | Giovanni d'Aragona                                                                  | 36    |
| 10 de dezembro de 1477  | Raffaele Riario                                                                     | 36    |
| 1 de fevereiro de 1478  | Morte do Cardeal Cristoforo della Rovere (43 anos)                                  | 35    |
| 10 de fevereiro de 1478 | criação de 1 Cardeais                                                               | 36    |
| 10 de fevereiro de 1478 | Domenico della Rovere                                                               | 36    |
| 3 de julho de 1478      | Morte do Cardeal Angelo Capranica (63 anos)                                         | 35    |
| 24 de julho de 1478     | Morte do Cardeal Giovanni Battista Mellini (73 anos)                                | 34    |
| 25 de setembro de 1478  | Morte do Cardeal Pedro Ferris (63 anos)                                             | 33    |
| 2 de abril de 1479      | Morte do Cardeal Berardo Eroli (70 anos)                                            | 32    |
| 3 de agosto de 1479     | Morte do Cardeal Antonio Jacobo de Véneris (57 anos)                                | 31    |
| 10 de setembro de 1479  | Morte do Cardeal Jacopo Piccolomini-Ammannati (57 anos)                             | 30    |
| 15 de maio de 1480      | criação de 5 Cardeais                                                               | 35    |
| 15 de maio de 1480      | Paolo Fregoso                                                                       | 35    |
| 15 de maio de 1480      | Cosma Orsini, O.S.B.                                                                | 35    |
| 15 de maio de 1480      | Ferry de Clugny                                                                     | 35    |
| 15 de maio de 1480      | Giovanni Battista Savelli                                                           | 35    |
| 15 de maio de 1480      | Giovanni Colonna                                                                    | 35    |
| 21 de novembro de 1481  | Morte do Cardeal Cosma Orsini, O.S.B. (61 anos)                                     | 34    |
| 21 de setembro de 1482  | Morte do Cardeal Georg Hessler (55 anos)                                            | 33    |
| 22 de janeiro de 1483   | Morte do Cardeal Guillaume d'Estouteville, O.S.B. (80 anos)                         | 32    |
| 22 de junho de 1483     | Morte do Cardeal Jean Rolin (75 anos)                                               | 31    |
| 2 de setembro de 1483   | Morte do Cardeal Ausias Despuig (60 anos)                                           | 30    |
| 7 de outubro de 1483    | Morte do Cardeal Ferry de Clugny (64 anos)                                          | 29    |
| 21 de outubro de 1483   | Morte do Cardeal Francesco Gonzaga (39 anos)                                        | 28    |
| 15 de novembro de 1483  | criação de 5 Cardeais                                                               | 33    |
| 15 de novembro de 1483  | Giovanni de' Conti                                                                  | 33    |
| 15 de novembro de 1483  | Hélie de Bourdeilles, O.F.M.                                                        | 33    |
| 15 de novembro de 1483  | Juan Margarit i Pau                                                                 | 33    |
| 15 de novembro de 1483  | Giovanni Giacomo Schiaffinati                                                       | 33    |
| 15 de novembro de 1483  | Giovanni Battista Orsini                                                            | 33    |
| 21 de janeiro de 1484   | Morte do Cardeal Teodoro Paleologo di Montferrato (58 anos)                         | 32    |
| 17 de março de 1484     | criação de 1 Cardeais                                                               | 33    |
| 17 de março de 1484     | Ascanio Sforza                                                                      | 33    |
| 5 de julho de 1484      | Morte do Cardeal Hélie de Bourdeilles, O.F.M. (71 anos)                             | 32    |
| 12 de agosto de 1484    | Morte do Papa Sisto IV (70 anos)                                                    | 32    |
| 26 de agosto de 1484    | Abertura do Conclave de 1484                                                        | 32    |
| 29 de agosto de 1484    | Eleição Papal do Cardeal Giovanni Battista Cibo com o nome de Inocêncio VIII        | 31    |